# Кухтиков, Михаил Михеевич
Михаил Михеевич Кухтиков (1919—1995) — советский и таджикистанский геолог, специалист в области тектоники, член-корреспондент АН Таджикской ССР (1973).

## Биография
Родился 16 ноября 1919 г.
Окончил Ленинградский государственный университет им. А. А. Жданова (1946) и аспирантуру, до 1950 г. работал там же в Институте земной коры.
В 1950—1959 доцент кафедры геологии и палеонтологии Таджикского государственного университета им. В. И. Ленина.
В 1951—1995 старший научный сотрудник, в 1959—1987 зам. директора, с 1987 зав. отделом геотектоники Института геологии АН ТаджССР.
Доктор геолого-минералогических наук (1966), профессор (1969), член-корреспондент АН Таджикской ССР (1973).
Основное направление научной деятельности: геотектоника.
Похоронен на Ваганьковском кладбище.

## Публикации
- Краевые долгоживущие разломы Памира [Текст] / Отв. ред. А. П. Недзвецкий. — Душанбе : Дониш, 1977. — 167 с. : ил.; 20 см.
- Земная кора и верхняя мантия Таджикистана : По петрол. данным / [Р. Б. Баратов, Г. И. Бослер, Я. А. Беккер и др.]; Отв. ред. М. М. Кухтиков. — Душанбе : Дониш, 1981. — 283 с. : ил., 5 л. ил.; 21 см.